# Tambomachay
Tambomachay ou Tampumach'ay (en quechua, tampu mach'ay signifie « lieu de repos ») est un site archéologique situé dans la Vallée sacrée des Incas à environ huit kilomètres de Cuzco au Pérou et à deux pas du site archéologique de Puca Pucará. 

## Histoire
Située près du chemin des Andes, la construction inca est en fait la neuvième huaca du premier ceque d’Antisuyu et aurait servi de maison à l’Inca Yupanqui, le père d’Amaru Tupac, lorsqu’il allait chasser. Hormis le sacrifice d'enfants, ce lieu aurait été témoin d'holocaustes de toutes sortes.

## Architecture
Aussi surnommé le « Bain de l’Inca », Tambomachay recèle deux fontaines toujours fonctionnelles et plusieurs niches qui auraient pu servir d’abris aux gardes de l’Inca. Les murs de l’édifice sont constitués de blocs de pierre et constituent une œuvre de maçonnerie polygonale.

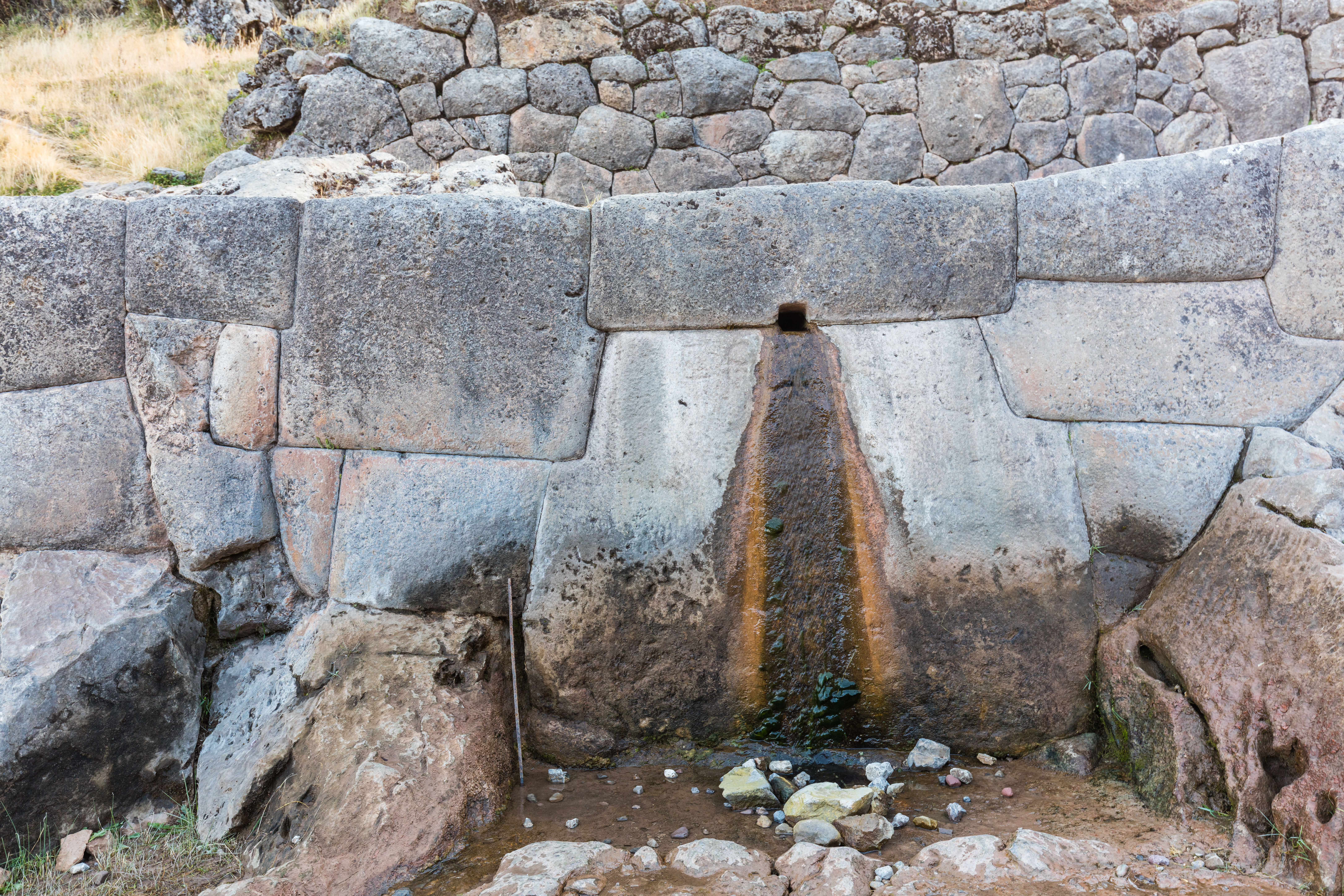
Les fontaines incas vues du bas de la structure

## Tourisme
Le site est aujourd'hui fortement envahi par les visiteurs. L'accès est désormais restreint. Il demeure possible de l'observer à partir du bas, où une zone de visite a été aménagée.